# Колымский пролив
Колымский пролив — пролив в Восточно-Сибирском море Северного Ледовитого океана. Отделяет остров Крестовский (Медвежьи острова) от материка. Расположен к северо-западу от устья реки Колыма.
Глубина 5-6 м, на востоке до 10 м. Течение в проливе направлено на восток.
На острове Крестовском в проливе выделяется бухта Пионер. В проливе на юго-западном побережье выделяется мыс Крестовый, близ которого расположено устье реки Ваталваам.